# Чернышёв, Сергей Егорович
Серге́й Его́рович (Гео́ргиевич) Чернышёв (4 [16] октября 1881, Александровка, Коломенский уезд — 26 апреля 1963, Москва) — русский и советский архитектор, градостроитель и преподаватель, главный архитектор Москвы в 1934—1941 годах, автор Генерального плана реконструкции Москвы (1935). 1-й секретарь Союза архитекторов СССР (1950—1955). Лауреат Сталинской премии первой степени (1949, за проект Главного здания МГУ).

## Биография
Родился в 1881 году в деревне Александровке Коломенского уезда в семье крестьянина. Его отец, Егор Никифорович , был живописцем-самоучкой, занимавшимся иконописью. У Чернышёва рано проявился художественный талант и в 1893 году крестьянский сход постановил направить его на учёбу. В том же году поступил в Московское училище живописи, ваяния и зодчества. Сначала обучался в живописном классе у В. А. Серова, И. И. Левитана, К. А. Коровина и А. М. Васнецова, затем увлёкся зодчеством и был переведён в архитектурный класс. Окончил училище в 1901 году с серебряной медалью.
Вместе с сыном в Москву переехал и отец. Не позднее 1906 года у Чернышевых появился собственный дом в Шерупенковом переулке (в районе спорткомплекса "Олимпийский"; дом Чернышевых не сохранился). В этом доме какое-то время жил художник Михаил Семенович Пырин .
В 1901 году С. Е. Чернышев поступил в Высшее художественное училище при Императорской Академии художеств, где учился в мастерской Л. Н. Бенуа. Окончил училище в 1907 году со званием художника-архитектора. За выполнение дипломного проекта «Здание международного третейского суда в Гааге» был послан в пенсионерскую поездку за границу; около года изучал памятники архитектуры в Италии и Греции. После возвращения в Россию начал работать в мастерской архитектора Н. Г. Лазарева, принял участие в проектировании 10-ти доходных домов, особняков и общественных зданий. В 1909 году вступил в Московское архитектурное общество.
Через некоторое время начал самостоятельную архитектурную практику. Известность ему принесла победа в 1915 году в конкурсе на здание для Литературно-художественного кружка в Москве. В 1916 году по его проекту были перестроены особняк Абрикосовых на Остоженке и подмосковная усадьба графа Разумовского Горенки. В Горенках Чернышёв заново создал во дворце «Золотой зал», украсил его росписью и отделал искусственным мрамором. Он же украсил садово-парковый фасад дворца 14-колонной лоджией и симметричной полукруглой колоннадой, которая соединяла с главным зданием угловые павильоны.
После октябрьской революции работал в строительном отделе Бюро Московского совета районных дум. В 1920-х годах по проектам Чернышёва в рамках плана монументальной пропаганды на ряде зданий Москвы были установлены доски ("Уважение к древности есть, несомненно, один из признаков истинного просвещения — на здании Исторического музея; «Пролетарии всех стран, соединяйтесь!» — на здании Центроархива; «Война родит героев» — на здании Реввоенсовета на Знаменке; в основном доски не сохранились). В начале 1920-х годов Чернышёв работал над планировкой Хамовнического района Москвы в рамках проекта «Новая Москва», под руководством А. В. Щусева и И. В. Жолтовского, входил в Президиум Архитектурной мастерской Моссовета. Проекты этого времени архитектор решал в стиле конструктивизма
В 1923 году принимал участие в конкурсе на разработку ситуационного плана Всероссийской сельскохозяйственной и кустарно-промышленной выставки, затем под руководством И. В. Жолтовского участвовал в разработке генерального плана выставки и технических проектов выставочных павильонов (входной арки,
«шестигранника», главного павильона, аудитории, павильонов машиностроения, полеводства, мелиорации, манежа). После завершения выставки работал в проектном бюро строительного общества «Стандарт», где вместе с В. Н. Семёновым занимался разработкой генерального плана Первого Рабочего посёлка в Иваново-Вознесенске. В конце 1920-х годов работал в Энергострое, в начале 1930-х — в секторе планировки населённых мест института Гипрогор и Архитектурно-художественном совете Моссовета.
В 1934—1941 годах — главный архитектор Москвы, руководитель отдела планировки Архплана Моссовета. В 1935 году совместно с В. Н. Семёновым являлся одним из основных разработчиков Генерального плана реконструкции Москвы.
Его значительными работами стали планировка бывшего Хамовнического района Москвы, разработка генплана реконструкции Москвы (1935), частью которого стала планировка ВСХВ (1939), реконструкция и проектирование улицы Горького (ныне Тверская улица) и Ленинградского шоссе (с 1933 года), где особое внимание было уделено площадям как узловым акцентам магистрали.
Главный архитектор ВСХВ 1939 года, действительный член Академии архитектуры СССР (1939), председатель управления по делам архитектуры Мосгорисполкома (1944—1948), 1-й секретарь Союза архитекторов СССР (1950—1955).
Преподавал в Московском политехническом институте (МПИ), московском ВХУТЕМАСе — ВХУТЕИНе (1918—1930) и Московском архитектурном институте (1931—1950).
Скончался в 1963 году на 82-м году жизни. Похоронен в Москве на Новодевичьем кладбище.
25 апреля 2018 года состоялось открытие мемориальной доски на доме по адресу ул. Бурденко, 14Б, в котором Чернышёв жил с 1913 по 1963 год (скульптор Полина Гнездилова).

## Награды
- орден Ленина (16.9.1939) — в связи с успешным окончанием работ по строительству Всесоюзной Сельскохозяйственной Выставки
- орден Трудового Красного Знамени (13.7.1940) — за «успешную работу по осуществлению генерального плана реконструкции города Москвы»[источник не указан 730 дней]
- орден «Знак Почёта» (13.07.1940) — за успешную работу по осуществлению Генерального плана реконструкции Москвы[16]
- Сталинская премия первой степени (1949) — за проект Главного здания МГУ[17]

## Семья
- Жена - Наталия Николаевна Семенова — дочь коллежского советника [18].
- Дочь — Татьяна Чернышёва — профессор Московской государственной консерватории имени П. И. Чайковского.
- Внук — Александр Кудрявцев — архитектор, президент Российской академии архитектуры и строительных наук, президент Московского архитектурного института.

## Основные проекты и постройки

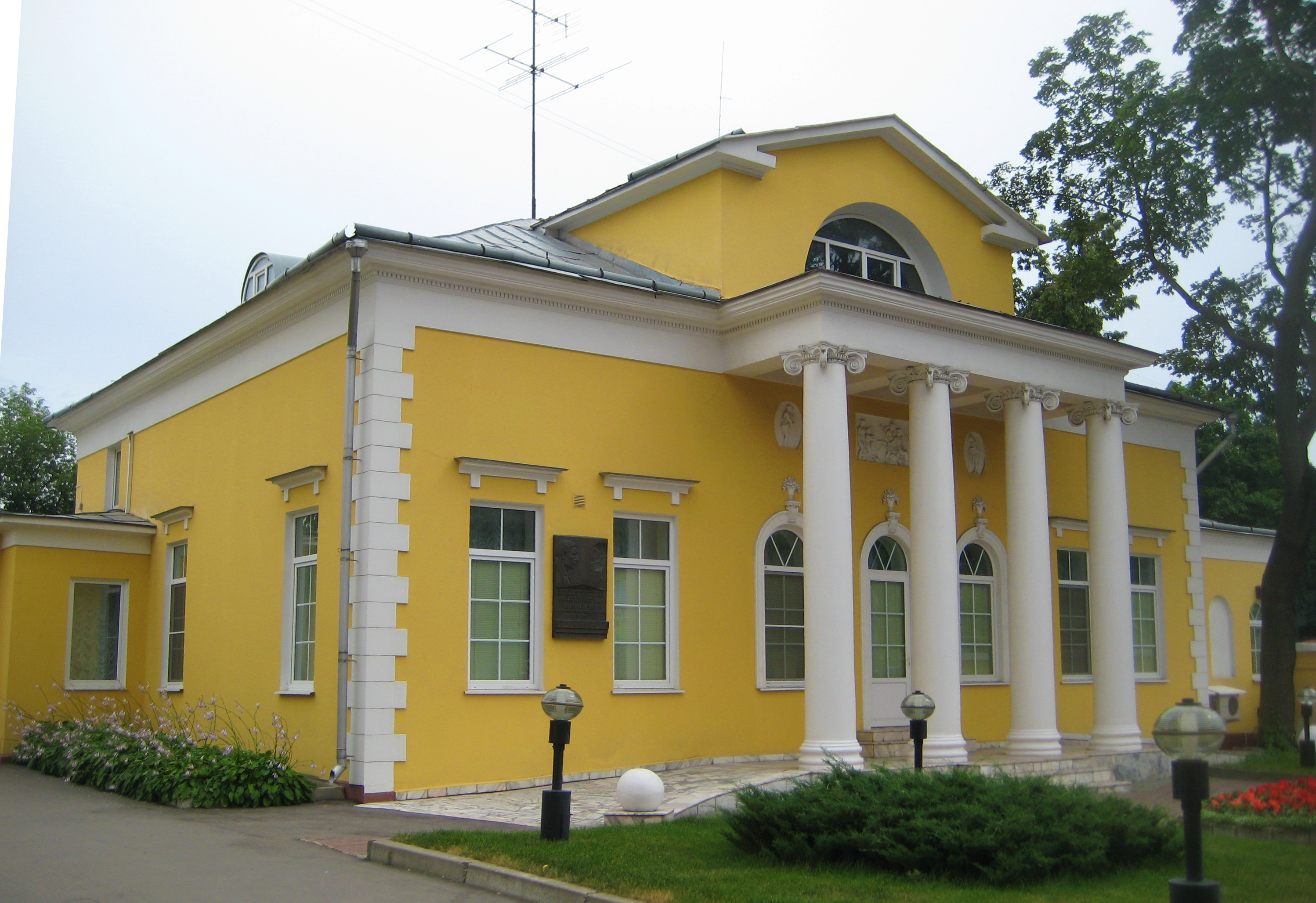
Остоженка, Особняк Абрикосовых — в 1916 году перестраивался С. Е. Чернышёвым

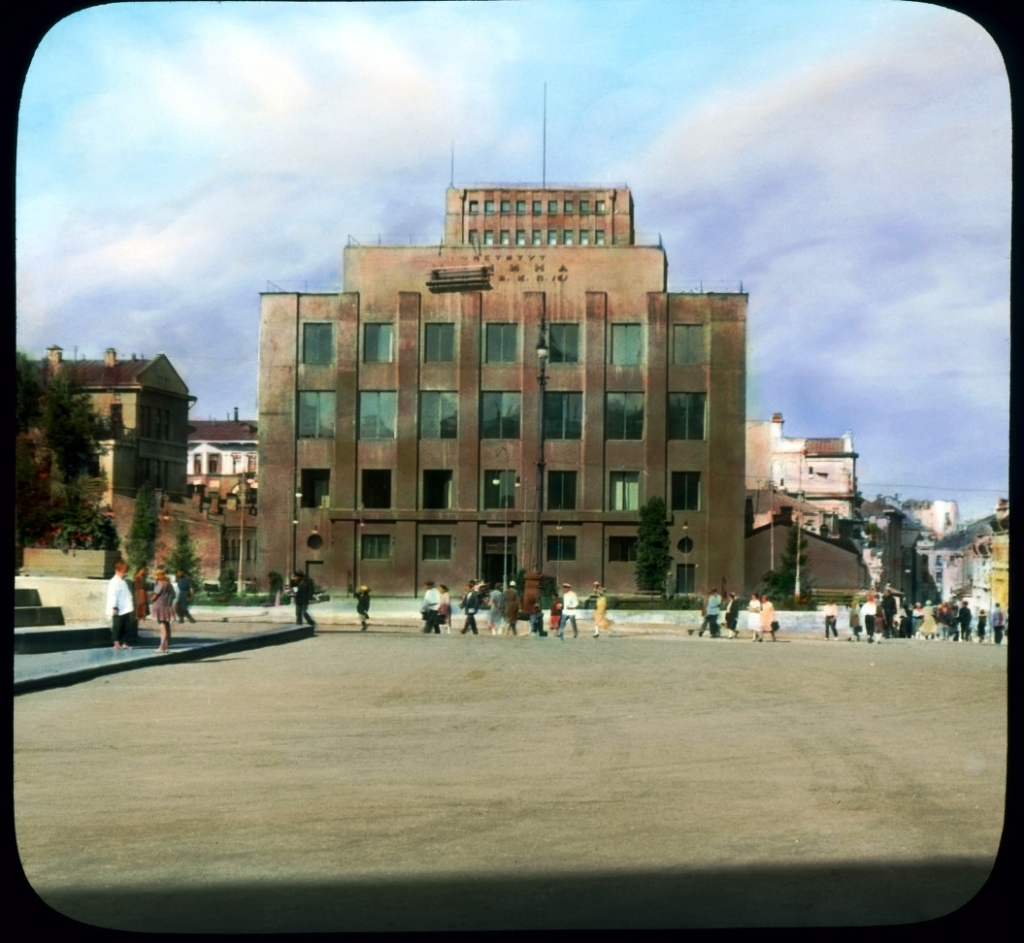
Институт Ленина на Советской площади

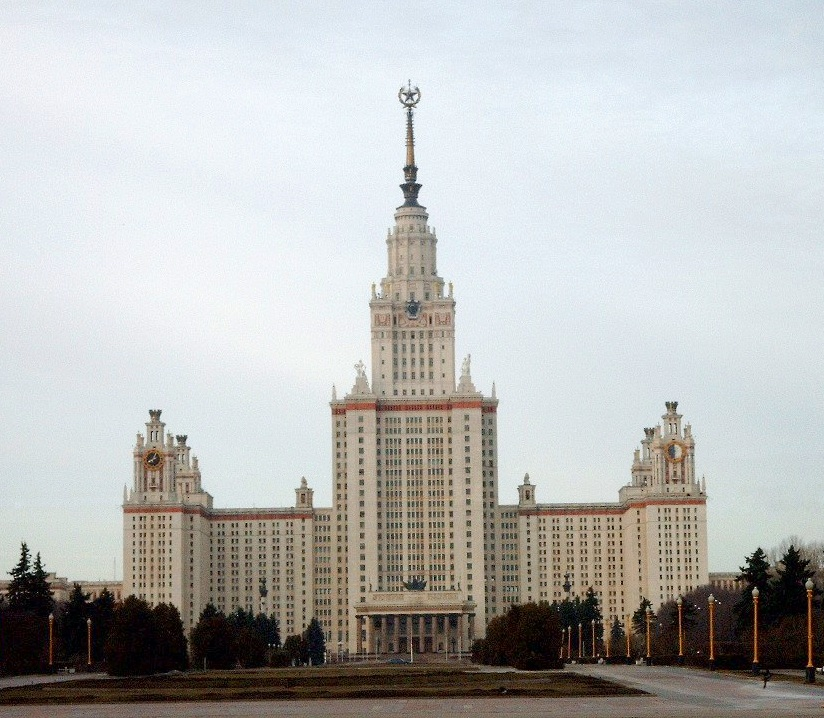
Главное здание МГУ

- 1910—1915 — конкурсный проект Торгового корпуса общества гостинодворцев, 2-я премия, Нижний Новгород (не осуществлён)[19];
- 1910—1915 — конкурсный проект здания Купеческого собрания, 2-я премия, Самара ;
- 1910—1915 — конкурсный проект доходного дома при лечебнице военных врачей, 1-я премия;
- 1910—1915 — конкурсный проект здания уездной управы, 1-я премия, Оренбург (не осуществлён)[19];
- 1912 — конкурсный проект доходного дома Лечебницы военных врачей (совместно с Н. Г. Лазаревым), Москва, 1-я премия (не осуществлён);
- 1913—1916 — перестройка и реставрация усадьбы графа Разумовского Горенки, Балашиха, шоссе Энтузиастов, 2—10;
- 1914—1916 — конкурсный проект концертно-бальных помещений при Самарской коммерческом собрании, 3-я премия, Самара (не осуществлён)[19];
- 1915 — конкурсный проект здания Литературно-художественного кружка, 1-я премия, Москва, Малая Дмитровка) (не осуществлён)[19];
- 1916 — перестройка особняка Абрикосовых, Москва, Остоженка, 51;
- 1919 — конкурсный проект рабочего посёлка автозавода в Филях, Москва (не осуществлён)[20];
- 1922—1923 — проект замоскворецкого участка в рамках «Конкурса проектов показательных домов для рабочих квартир в Москве» (совместно с Н. Д. Колли), Москва;
- 1923 — конкурсный проект ситуационного плана Всероссийской сельскохозяйственной и кустарно-промышленной выставки, Москва (не осуществлён);
- 1924 — конкурсный проект саркофага для Мавзолея В. И. Ленина, Москва (не осуществлён)[21];
- 1926—1927 — здание Института В. И. Ленина, Москва, Тверская площадь;
- 1926—1927 — реконструкция здания акционерного общества «Экспортхлеб», Москва (не сохранился);
- 1927 — проект Брянской районной электрической станции, Брянск;
- 1927—1928 — здание Промакадемии, Москва Новая Басманная улица;
- 1928 — конкурсный проект здания Центросоюза, Москва, Мясницкая улица (не осуществлён);
- 1928 — конкурсный проект застройки участка «Донские огороды», 1-я премия, Москва;
- 1928 — реконструкция здания Физико-химического института, Москва, Воронцово поле, 10;
- 1929 — проект зданий для Уральского политехнического института[22];
- 1933—1934 — надстройка и реконструкция фасада дома Московского коммунального хозяйства (доходных домов и бань Хлудовых), Москва, улица Рождественка, 1/3/2 (перестроен в 2001 году М. М. Посохиным);
- 1931 — здание «Динамо», Москва, улица Дзержинского;
- 1937 — конкурсный проект Дома Юстиции (соавторы А. К. Иванов, И. И. Мальц, А. П. Кириллов), Москва, Фрунзенская набережная (не осуществлён);
- 1940 — конкурсный проект Второго дома СНК СССР в Зарядье (соавторы С. Н. Кожин, А. Сурис), Москва (не осуществлён);
- 1949—1953 — Главное здание МГУ (соавторы Л. В. Руднев, П. В. Абросимов, А. Ф. Хряков, В. Н. Насонов), Москва;
- 1950-е — Главный корпус Московского автодорожного института (МАДИ) (совместно с А. М. Алхазовым), Москва, Ленинградский проспект, 64;
- 1950-е — реконструкция здания Института геохимии и аналитической химии (совместно с А. М. Алхазовым), Москва, улица Косыгина, 19.

## Публикации
- Чернышёв С. Е. Советская площадь // Архитектура СССР. — 1934. — № 2
- Чернышёв С. Е. Река и город // Архитектура СССР. — 1934.
- Чернышёв С. Е. Реконструкция улицы Горького // Архитектура СССР. — 1934. — № 8.
- Чернышёв С. Е. Архитектурное лицо новой Москвы // Архитектура СССР. —1935. — № 10
- Чернышёв С. Е. Ансамбли и магистрали социалистической Москвы // Архитектура СССР. —1936. — № 8
- Чернышёв С. Е. Генеральный план реконструкции Москвы и вопросы планировки городов СССР. — М.: 1938
- Чернышёв С. Е. Площади столицы // Архитектура СССР. — 1939. — № 4., Стр. 33—35.
- Чернышёв С. Е. Незабываемые встречи // Архитектура СССР. — 1939. — № 12., Стр. 7, 8.
- Чернышёв С. Е. 5 лет работы над ансамблем Москвы // Архитектура СССР. — 1940. — № 11—14
- Чернышёв С. Е. За новые успехи советского зодчества // Архитектура и строительство. — 1950. — № 4
- Чернышёв С. Е. Архитектура сталинской эпохи // Архитектура СССР. — 1952. — № 11